# Joe Swail
Joseph „Joe“ Swail (* 29. August 1969 in Belfast) ist ein nordirischer Snookerspieler. Vor seiner Profikarriere gewann er 1990 die English Amateur Championship. Von 1991 bis 2019 spielte er – mit einem Jahr Unterbrechung – auf der Snooker Main Tour. Im Lauf seiner Karriere gewann er drei Profititel und erreichte 2001 mit Platz 10 seine höchste Position in der Weltrangliste. Bei Weltranglistenturnieren stand er einmal 2009 im Finale der Welsh Open, weitere neunmal erreichte er ein Halbfinale, davon zweimal bei der Snookerweltmeisterschaft. Mit der Strachan Challenge gewann er 1992 ein Minor-Ranking-Turnier.

## Karriere

### Jugend- und Amateurzeit
Joe Swail wuchs in den Jahren des Nordirlandkonflikts auf. Er wurde in seiner Kindheit von erfolgreichen einheimischen Spielern wie dem besonders populären „Hurricane“ Alex Higgins oder auch Dennis Taylor inspiriert. In seiner Jugend war er selbst einer der besten Spieler seines Jahrgangs von den Britischen Inseln. Dazu trug auch die Freundschaft mit dem gleichalten Patrick Wallace bei, mit dem er sich messen konnte und der später ebenfalls Profi wurde. 1987 holte Swail den U16-Titel in Nordirland und stand im Endspiel des Männerturniers. Als Finalist durfte er an der Amateurweltmeisterschaft teilnehmen und kam immerhin bis ins Achtelfinale. Im Jahr darauf holte er den U18-Titel in Nordirland und gewann anschließend die gesamtbritische Juniorenmeisterschaft. 1990 trat er bei der English Amateur Championship an, er schaffte es ins Endspiel und mit 13:11 über Alan McManus gewann er seinen ersten größeren Titel außerhalb des Juniorenbereichs. Es war das zweite Mal in der langen Turniergeschichte, dass die Englandmeisterschaft ohne Engländer im Finale stattfand. Anschließend verpasste er es aber, das Jahr mit der nordirischen Meisterschaft abzurunden, in seinem zweiten Finale unterlag er Kieran McAlinden knapp mit 9:10. Erneut trat er bei der Amateurweltmeisterschaft an und kam diesmal bis ins Halbfinale.
Schon da versuchte er erfolglos, über Qualifikationsturniere auf die Profitour zu kommen. Bei anderen Turnieren mit Profibeteiligung zeigte er aber bereits sein Potenzial. Beim Pontins Autumn Open erreichte er 1990 das Finale, das er gegen Anthony Hamilton verlor. Den Kent Cup 1991 gewann er gegen Titelverteidiger Marcus Campbell mit einem 5:0-Finalsieg.

### Anfänge als Profi und Aufstieg in die Top 16
1991/92 profitierte er von der Öffnung der Profitour und er konnte ohne Qualifikation an den großen Turnieren teilnehmen. Allerdings musste er sich als Neuling durch viele Vorrunden kämpfen. Bei der UK Championship schaffte er es bereits unter die Letzten 128. Und schon bei den Asian Open kam der Durchbruch, er besiegte in der Runde der Letzten 32 den neuen Weltranglistenersten Stephen Hendry mit 5:0 und mit demselben Ergebnis auch noch Tony Knowles und John Read, bevor ihn der alte Konkurrent Alan McManus im Halbfinale stoppte. Bei der Weltmeisterschaft kam er nach einem knappen 10:9-Sieg über Landsmann Jason Prince noch einmal unter die Letzten 64. Damit startete er seine Profilaufbahn auf Platz 53 der Weltrangliste. Zum Saisonabschluss trat er noch bei der Irish Professional Championship mit irischen und nordirischen Spielern der Profitour an. Im Halbfinale besiegte er Dennis Taylor, Nummer 10 der Weltrangliste, und ein diesmal deutliches 9:1 über Jason Prince brachte ihm im ersten Jahr gleich den ersten Profititel.
Im zweiten Jahr konnte er darauf aufbauen und dank der guten Ranglistenposition in den Turnieren schnell weit nach vorne kommen. Bei der UK Championship erreichte er das Viertelfinale. Beim ersten Turnier der dreiteiligen Strachan Challenge besiegte er unter anderem Jonathan Birch, Tourneuling Ronnie O’Sullivan und im Finale Stefan Mazrocis. Damit gewann er erstmals ein Turnier um Weltranglistenpunkte, auch wenn es geringer eingestuftes Turnier mit reduzierter Punktzahl war. Nächster großer Erfolg war der Halbfinaleinzug bei den Welsh Open mit Siegen über Steve Davis und Mike Hallett und einer Niederlage gegen Alan McManus. Im Viertelfinale der European Open hatte er im Viertelfinale Stephen Hendry am Rande einer Niederlage, er vergab aber eine Führung im Decider. Die Saison krönte er schließlich mit dem Einzug ins Crucible Theatre, die Endrunde der Letzten 32 bei der Weltmeisterschaft. Mike Hallett, als Nummer 17 bestplatzierter Spieler der Qualifikation, besiegte er mit 10:7, den ersten Auftritt in der WM-Arena verlor er dann aber klar mit 4:10 gegen die Nummer 3 Jimmy White. Er selbst verbesserte sich damit schon auf Platz 25.
Die Saison 1993/94 brachte dann allerdings keinen weiteren Aufschwung. Zweimal erreichte er das Viertelfinale, beim International Open und beim Thailand Open. Im Achtelfinale der Welsh Open verlor er ein weiteres Mal gegen McManus. Bei den großen Turnieren konnte er aber nicht viele Punkte machen. Da die Weltrangliste über zwei Spielzeiten gewertet wurde und er sein Ergebnis aus der Auftaktsaison übertraf, verbesserte er sich auf Platz 12. In der nächsten Saison musste er sich aber steigern, da er viele Punkte zu verteidigen hatte. Mit dem Erreichen des Halbfinals beim Grand Prix startete er gut, auch das erneute Achtelfinale bei der UK Championship brachte einige Punkte. Beim Malta Grand Prix verlor er im Halbfinale gegen Lokalmatador Tony Drago. Sein erster Auftritt beim Masters endete mit einer Niederlage gegen Jimmy White im Achtelfinale. Beim Irish Masters folgte sein zweites Halbfinale der Saison. Alle drei waren aber keine Ranglistenturniere. Die übrigen Ranglistenturniere fielen gemischt aus, bei der WM stand er automatisch in der Endrunde und mit 10:8 über Nigel Gilbert gelang ihm sein erster Crucible-Sieg. Das reichte zwar, um sich in der Rangliste zu stabilisieren, er fiel aber aus den Top 16 auf Platz 19, was ihn die automatische Masters- und WM-Qualifikation kostete.

### Rückschläge und Wende zu neuer Höchstplatzierung
Die Saison 1995/96 war eine wechselhafte Saison. Das beste Ergebnis war das Halbfinale beim European Open mit einem Achtelfinalsieg über Stephen Hendry. Beim Irish Masters erreichte er zum zweiten Mal in Folge ebenfalls die Vorschlussrunde nach einem 6:5 über den Weltranglistendritten Ronnie O’Sullivan. Beim Thailand Classic und beim Grand Prix erreichte Swail das Viertelfinale. Den erneuten Sprung unter die Top 16 der Weltrangliste vergab er aber bei den beiden großen Turnieren UK Championship und Weltmeisterschaft, wo er jeweils das Auftaktmatch verlor. Auch im Jahr darauf gab es viele Auftaktniederlagen, nur beim International Open schaffte er es einmal ins Achtelfinale. Lediglich seine gute Ausgangsposition verhinderte einen größeren Absturz. Doch der Abwärtstrend setzte sich Saison 1997/98 fort. Erst bei den letzten drei Ranglistenturnieren gewann er wieder jeweils ein Spiel. Immerhin qualifizierte er sich erneut für das Crucible, schied aber mit 5:10 gegen O’Sullivan aus und konnte damit seinen Platz unter den Top 32 nicht halten.
Die hohe Platzierung hatte dazu geführt, dass Swail immer spät in die Turniere einstieg und damit wenig Turnierpraxis bekam. Dies änderte sich durch die zusätzliche Qualifikationsrunde. Daneben nahm er aber auch an der UK Tour für niedriger platzierte Spieler teil, mit der er außerdem seine Main-Tour-Zugehörigkeit absichern konnte. Gleich beim zweiten Event gelang ihm nach Siegen über Joe Perry, Ryan Day und Alfie Burden der Turniersieg. Bei den Ranglistenturnieren gelang ihm fast immer mindestens ein Sieg. Sein bestes Ergebnis erreichte er bei den Welsh Open, wo er zum fünften Mal in seiner Karriere ein Ranglisten-Halbfinale erreichte. Ein weiteres Mal kam er in der Saison ins Achtelfinale, zweimal unter die Letzten 32. Ein Rückschlag war allerdings die WM, die nach einem 9:10 gegen Nigel Gilbert bereits mit dem Auftaktmatch wieder zu Ende war. Trotzdem reichte es für die Rückkehr unter die Top 32 auf Platz 28.
Erfolgversprechend begann die Saison 1999/2000 mit einem weiteren Halbfinale bei den British Open. Bei der UK Championship besiegte er den Weltranglistenfünften John Parrott und kam ins Achtelfinale. Bei der Weltmeisterschaft qualifizierte er sich nur knapp mit 10:9 gegen Stephen Maguire für die Endrunde, dann besiegte er aber Paul Hunter, John Parrott und Dominic Dale und schaffte mit dem Einzug ins WM-Halbfinale vom Stellenwert her seinen größten Karriereerfolg. Das Duell der Vorschlussrunde gegen Matthew Stevens verlor er mit 12:17. Der Erfolg brachte ihn zum zweiten Mal unter die Top 16.
2000/01 begann danach enttäuschend mit einer Serie von Auftaktniederlagen. Erst in der zweiten Saisonhälfte bei den Welsh Open stellte sich wieder ein Erfolg ein. Mit Siegen über Jamie Burnett und Ronnie O’Sullivan kam er ins Viertelfinale. Das erreichte er auch bei den Scottish Open. Gekrönt wurde die Saison aber erneut durch die WM, wo er zum zweiten Mal in Folge das Halbfinale erreichte und dabei im Achtelfinale den aktuellen Weltranglistenersten Mark Williams mit 13:12 schlug. Den Finaleinzug verpasste er mit 11:17 gegen O’Sullivan, der anschließend Weltmeister wurde. Mit Platz 10 hatte er danach mit 31 Jahren die höchste Position seiner Karriere erreicht. Mit dem Erreichen der Vorschlussrunde beim LG Cup 2001 holte er in der folgenden Saison das neunte Halbfinalergebnis seiner Karriere. Der Rest der Saison bestand aber meist aus Erst- oder Zweitrundenniederlagen. Auch bei der Weltmeisterschaft verlor er gegen Joe Perry das erste Crucible-Match und als Konsequenz rutschte er wieder auf Platz 16 ab. Erneut setzte sich der Trend fort und die erste Hälfte der Saison 2002/03 bestand nur aus Auftaktniederlagen. Seine vierte Masters-Teilnahme brachte die vierte Auftaktniederlage. Positiv stach nur das 5:3 im Achtelfinale der Scottish Open gegen den Weltranglistenzweiten Mark Williams heraus, einer von nur vier Siegen bei Ranglistenturnieren. Die Erstrundenniederlage bei der WM besiegelte erneut den Abschied aus den Top 16.

### Jahre unterhalb der Top 16
Der Einstieg gegen leichtere Gegner brachte im Jahr darauf auch wieder mehr Siege, trotzdem kam Joe Swail im Jahr darauf nur zweimal unter die Letzten 16, immerhin einmal bei der WM, wo er wieder ein Crucible-Match gegen Ken Doherty gewann. 2004/05 kam er nie über die Letzten 32 hinaus, und nachdem er bei den letzten drei Turnieren das Auftaktspiel verloren hatte, konnte er auch die Top-32-Platzierung nicht mehr halten. Er fiel auf Platz 40 und damit so tief wie seit seiner ersten Saison nicht mehr.
Zum zweiten Mal in seiner Karriere schaffte Swail aber die Wende. Mit dem Erreichen des Viertelfinals – mit einem Sieg über O’Sullivan – stieg er gut in die Saison 2005/06 ein. Beim Pontins Autumn Open, dem Pro-Am-Turnier in Wales, konnte er sich 15 Jahre nach seinem ersten Finale durch einen 5:3-Sieg über Dave Harold in die Siegerliste eintragen. Beim ersten Ranglistenturnier, dem Grand Prix, kam er erneut unter die Letzten 16. Die Irish Professional Championship gewann er durch ein 9:7 über Ken Doherty als einziges Profiturnier in seiner Karriere zum zweiten Mal. Das zweite Ranglisten-Achtelfinale machte er in dieser Saison bei den Welsh Open mit einem 5:0 über den Weltranglistensiebten Peter Ebdon perfekt. Bei den China Open kam er im Anschluss noch eine Runde weiter. Und nach einem 10:8 über Barry Pinches qualifizierte er sich ein weiteres Mal für die WM-Endrunde. Dies brachte ihn wieder unter die Top 32. Und obwohl die nächste Saison durchwachsen verlief, brachten ihn in der folgenden Saison zwei Achtelfinal-Ergebnisse noch einmal bis auf Platz 17 nach oben: Bei den China Open besiegte er Ebdon ein weiteres Mal. Bei der Weltmeisterschaft qualifizierte er sich mit 10:9 gegen Dave Harold fürs Crucible, wo er mit 10:9 gegen Mark Williams gewann und danach gegen Stephen Maguire ausschied.
In den folgenden beiden Jahren konnte er seine Position zwischen 16 und 32 stabilisieren. Insbesondere das erneute Erreichen des Achtelfinals bei der Weltmeisterschaft 2008 nach 10:9 gegen Judd Trump 10:4 gegen Stephen Lee war ein Erfolg. Beim Grand Prix hatte er davor in der Saison das Viertelfinale erreicht. 2008/09 verlief anfänglich zwar schlecht, brachte aber noch einmal einen Karrierehöhepunkt: Bei den Welsh Open, bis dahin ohnehin schon sein erfolgreichstes Turnier, erreichte er zum ersten Mal bei einem vollwertigen Ranglistenturnier das Finale. Zuvor besiegte er mit Stephen Maguire und Neil Robertson die Nummer 2 und Nummer 10 der Weltrangliste. Allerdings verwehrte ihm Ali Carter den Sieg bei einem der großen Profiturniere: Trotz 5:2-Führung verlor er das Endspiel mit 5:9. Anschließend qualifizierte sich Swail noch einmal für die WM-Endrunde, die 4:10-Niederlage gegen Marco Fu sollte aber sein letztes Crucible-Match gewesen sein.

### Nachlassen der Karriere und erster Verlust des Profistatus
Ab der Saison 2009/10 ging es dann schnell bergab. In dem Jahr gewann er bei Ranglistenturnieren nur ein einziges Match und er fiel von Platz 20 auf 39. Im Jahr darauf war das Erreichen des Viertelfinals beim German Masters mit Siegen über die Top-16-Spieler Mark Allen und Shaun Murphy noch einmal ein Erfolg. Die neu eingeführte Players Tour Championship (PTC) brachte ihm zwar mehr Spiele und auch einige Siege, aber wenig Punkte, und so fiel er auf Platz 54. Und nachdem er 2011/12 fast ausschließlich bei PTC-Turnieren gewonnen und nie mehr als ein Achtelfinale erreicht hatte, fiel er aus den Top 64 heraus und verlor damit seinen Profistatus.
Joe Swail versuchte nicht, seine Tourzugehörigkeit über die Q School zu retten. Er nahm aber weiter an der für Amateure offenen Players Tour Championship teil. Bereits seit mehreren Jahren hatte er an Pro-Am-Turnieren auf dem Kontinent wie den Dutch Open und den Swiss Open teilgenommen. Beim Paul Hunter Classic (ehemals German Open) hatte er 2006 und 2009 das Halbfinale, 2007 das Viertelfinale erreicht. 2012, als es Teil der PTC-Serie war, kam er unter anderem mit Siegen über Shaun Murphy und Barry Hawkins bis ins Finale. Er verlor zwar 1:4 gegen Mark Selby, es war aber das beste Ergebnis, das ein Amateur bei einem PTC-Turnier erreicht hatte. Bei den anderen Turnieren der Serie sammelte er auch noch Punkte, er sicherte sich die Teilnahme an den Grand Finals, wo er das erste Match gegen Stephen Maguire gewann. In der Tourwertung war er damit mit weitem Abstand der beste Amateur und auf diesem Weg erreichte er die erneute Qualifikation für die Profitour für zwei Jahre.

### Späte Jahre und Abschied
Die Erfolge in seiner ersten Rückkehrsaison beschränkten sich fast ausschließlich auf die PTC-Turniere mit einem erneuten Viertelfinaleinzug beim Paul Hunter Classic und dem Achtelfinale beim Rotterdam Open. Daneben gab es noch zwei Siege bei vollwertigen Ranglistenturnieren und zwei Siege in der Qualifikation zur Weltmeisterschaft. 2014/15 holte er aber bei den großen Turnieren Punkte, unter anderem kam er bei der International Championship unter die Letzten 16 und zwei weitere Male unter die Letzten 32. Einige Punkte brachten auch die PTC-Turniere, darunter das Achtelfinale bei den Ruhr Open. Schließlich überstand er auch zwei Runden bei der abschließenden Weltmeisterschaft und schaffte die Punktlandung auf Platz 64 der Weltrangliste, der ihm automatisch den Tourverbleib sicherte. Danach konnte er sich weiterhin bei den großen Turnieren behaupten, das Achtelfinale bei der UK Championship war der Höhepunkt 2015. Dazu kam als besonderer Erfolg das Erreichen des Halbfinals beim Sonderformat Shoot-Out 2016, allerdings ohne Einfluss auf die Rangliste. Trotz Erstrundenaus bei der WM brachte ihm das noch einmal eine Platzierung auf 53 zum Saisonende.
Obwohl Swail 2016/17 weiter regelmäßig punktete und immerhin dreimal die dritte Runde erreichte, fiel er in der Saison langsam zurück. Vor den letzten beiden Turnieren fiel er aus den Top 64 heraus und ein einzelner Sieg über Sanderson Lam bei der Weltmeisterschaft erwies sich als zu wenig für den Tourverbleib. Diesmal meldete er sich aber bei der Q School an, um Profi bleiben zu können. Beim zweiten Turnier erreichte er das Entscheidungsspiel. Obwohl er diesmal gegen Sanderson Lam verlor, reichte es mit dem Ergebnis aus Turnier 1 für die Qualifikation über die Q-School-Rangliste. Doch die Siege wurden immer weniger, nur beim Paul Hunter Classic kam er in Runde 3. Von Platz 91 startete er in die Saison 2018/19. Zwar punktete er nun regelmäßig, erreichte gleich dreimal die dritte Runde, aber nicht bei den punkteträchtigsten Turnieren in China und bei der WM. Somit trat er auf der Stelle, er schloss auf Platz 89 ab und konnte den Profistatus nicht halten. Aus gesundheitlichen Gründen verzichtete er auf weitere Rückkehrversuche und beendete wenige Monate vor seinem 50. Geburtstag nach 27 Jahren als Profi seine Karriere. Er gab an, sich weiter als Trainer der Nachwuchsarbeit widmen zu wollen.

## Privates
Joe Swail hat eine angeborene Hörschwäche. Der BBC sagte er, dass ihm dies bei den Weltmeisterschaften hilft, da ihn der Jubel des Publikums und andere Nebengeräusche des Nachbartisches nicht so beeinträchtigen.
Die vom Namen her ähnlich klingende Figur Josey Wales im Clint-Eastwood-Film Der Texaner, Originaltitel The Outlaw Josey Wales, stand Pate für seinen Spitznamen The Outlaw. 
Swail bekennt sich dazu, dass er sich nicht nur intensiv dem Sport gewidmet, sondern auch ausgiebig gefeiert hat. Er sagt, er habe sein Leben lang Raubbau mit seinem Körper betrieben. („All throughout my life I have been burning the candle at both ends.“) Diese Lebensweise habe ihn Titel gekostet.
Mit zunehmendem Alter und dem Kampf um den Erhalt des Profistatus nahmen gesundheitliche Probleme zu. Zum einen stellte sich ein Tinnitus ein, der ihn nicht nur am Tisch, sondern auch in den Erholungsphasen beeinträchtigte. Dazu trat Migräne auf. Besserung trat erst nach Ende seiner Karriere ein.
Zum anderen erkrankte er, wie einige populäre Snookerspieler auch, an einer Depression. Sie beeinträchtigte seine Leistung, was wiederum die Depression verstärkte und zu einer Abwärtsspirale führte. Zeitweise sprach er auch übermäßig dem Alkohol zu. Weil er sich in Behandlung begab, konnte er die Erkrankung aber in den Griff bekommen und seine Karriere über so lange Zeit aufrechterhalten. Die gesundheitliche Belastung verstärkte auch seine Entscheidung, seine Karriere endgültig zu beenden.

## Erfolge
Ranglistenturniere
- Finale:
  - Welsh Open (2009)
- Halbfinale:
  - Weltmeisterschaft (2000, 2001), Asian Open (1992), Welsh Open (1993, 1999), Grand Prix (1994), European Open (1996), British Open (1999), LG Cup (2001)

Minor-Ranking-Turniere (reduzierte Ranglistenpunkte)
- Sieg: Strachan Challenge (1992 – Turnier 1)
- Finale: Paul Hunter Classic (2012)

Andere Profi- oder gemischte Turniere (Pro-Am)
- Sieg: Irish Professional Championship (1992, 2005), Kent Cup (1991), UK Tour (1998 – Turnier 2), Pontins Autumn Open (2005)

Amateurmeisterschaften
- English Amateur Championship: Meister 1990
- Nordirische Snooker-Meisterschaft: Vizemeister 1987 und 1990
- Britischer U19-Meister 1988
- Nordirischer U18-Meister 1988, U16-Meister 1987